# Марија Гомес Валентим
Марија Гомес Валентим (порт. Maria Gomes Valentim; Карангола, 9. јул 1896 — Карангола, 21. јун 2011) била је бразилска суперстогодишњакиња која је према гинисовој књизи рекорда носила титулу најстарије живе особе на свету у периоду од 18. новембра 2010. до 21. јуна 2011. године.

## Биографија
Марија Гомес Валентим рођена је у Каранголи, Минас Жераис, Бразил, 9. јула 1896. године. Њени родитељи били су Вошингтон Гомес да Силва и Идуина Гомес да Силва. Њен отац преминуо је 13 дана пре него што би напунио 99 година.
1913. године, у доби од 17 година, удала се за Жоаоа Валентима, који је преминуо 1946. године. Имали су једног сина, који је преминуо у 75. години живота.
18. новембра 2010. године, након смрти 114-годишње Ане Ногеира де Лука, постала је најстарија жива особа у Бразилу и на свету.
Марија Гомес Валентим преминула је у Каранголи, Минас Жераис, Бразил, 21. јуна 2011. године, у доби од 114 година и 347 дана, само 18 дана пре њеног 115. рођендана. У тренутку смрти имала је четворо унучади, седморо праунучади и петоро чукун-унучади. Након њене смрти, тада 114-годишња Бес Купер из Сједињених Америчких Држава, преузела је титулу најстарије живе особе на свету.